# Водитель ритма сердца

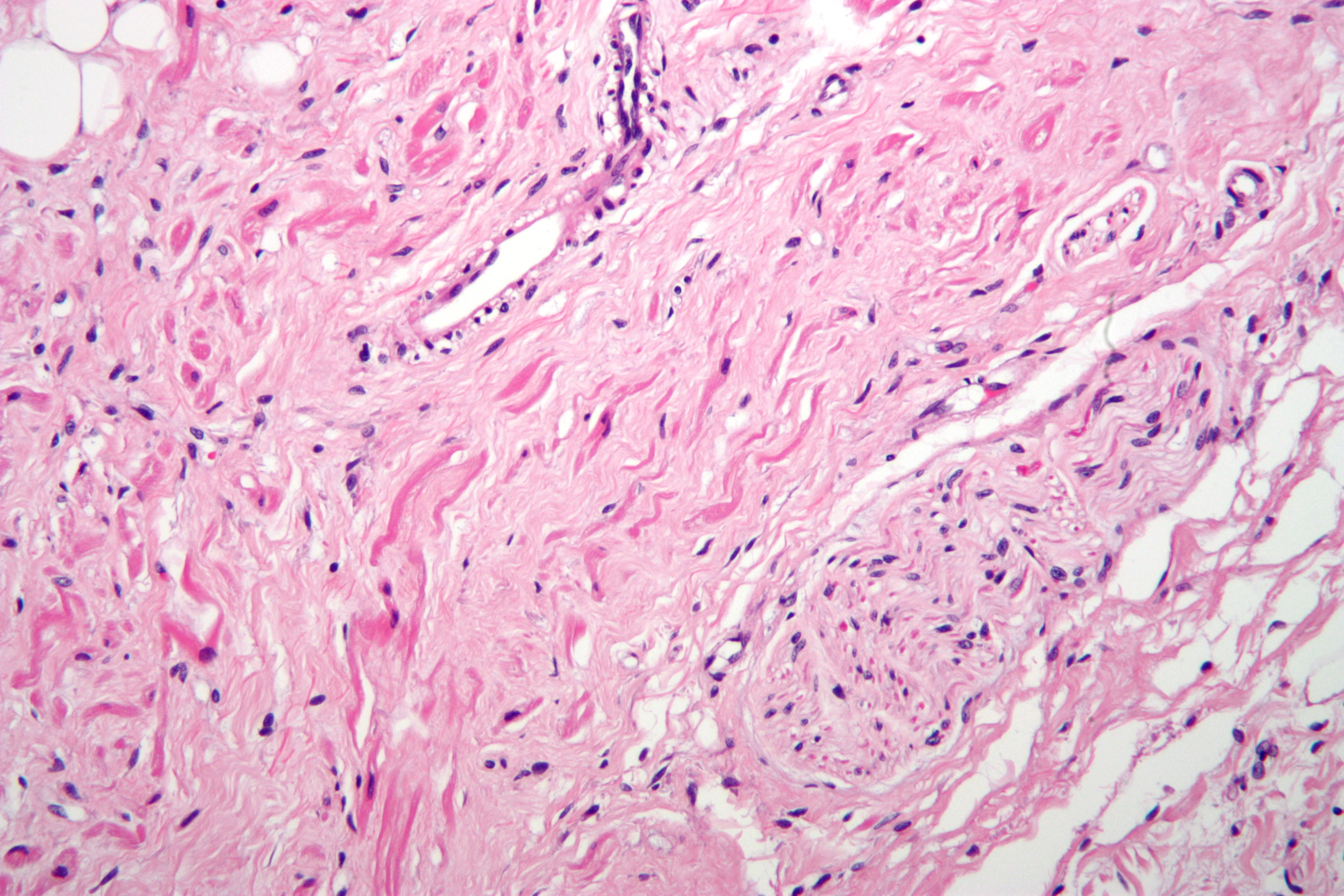
Микрофотография синусо-предсердного узла. Мышечные волокна в узле напоминают миоциты сердца, однако они тоньше, имеют волнистую форму и менее интенсивно окрашиваются гематоксилин-эозином. На фотографии к узлу прилегает нервное волокно: синусо-предсердный узел взаимодействует с ответвлениями блуждающего нерва.

Води́тель серде́чного ри́тма (пейсмекер) — участок сердечной мышцы, в котором генерируются импульсы, определяющие частоту сердечных сокращений. Главным водителем ритма в сердце человека, или истинным пейсмекером, является синоатриальный, или синусовый, узел (в старой литературе — узел Кейт-Флака), открытый в 1907 году Артуром Кейтом и Мартином Флаком Ритмические сокращения мышцы сердца появляются под действием клеток этого узла, без влияния нервов:66.

## Анатомия и физиология у человека
У человека в норме основным водителем ритма является синоатриальный узел — особый участок на своде правого предсердия, расположенный у места впадения верхней полой вены. Узел состоит из небольшого числа сердечных мышечных волокон, иннервированных окончаниями нейронов из вегетативной нервной системы. В узле зарождается каждая волна возбуждения, которая приводит к сокращению сердечной мышцы и служит стимулом для возникновения следующей волны. Возбуждающе-проводящая система сердца обеспечивает ритмичную работу сердечной мышцы, синхронизируя сокращения предсердий и желудочков.

Выделяют три центра автоматизма:

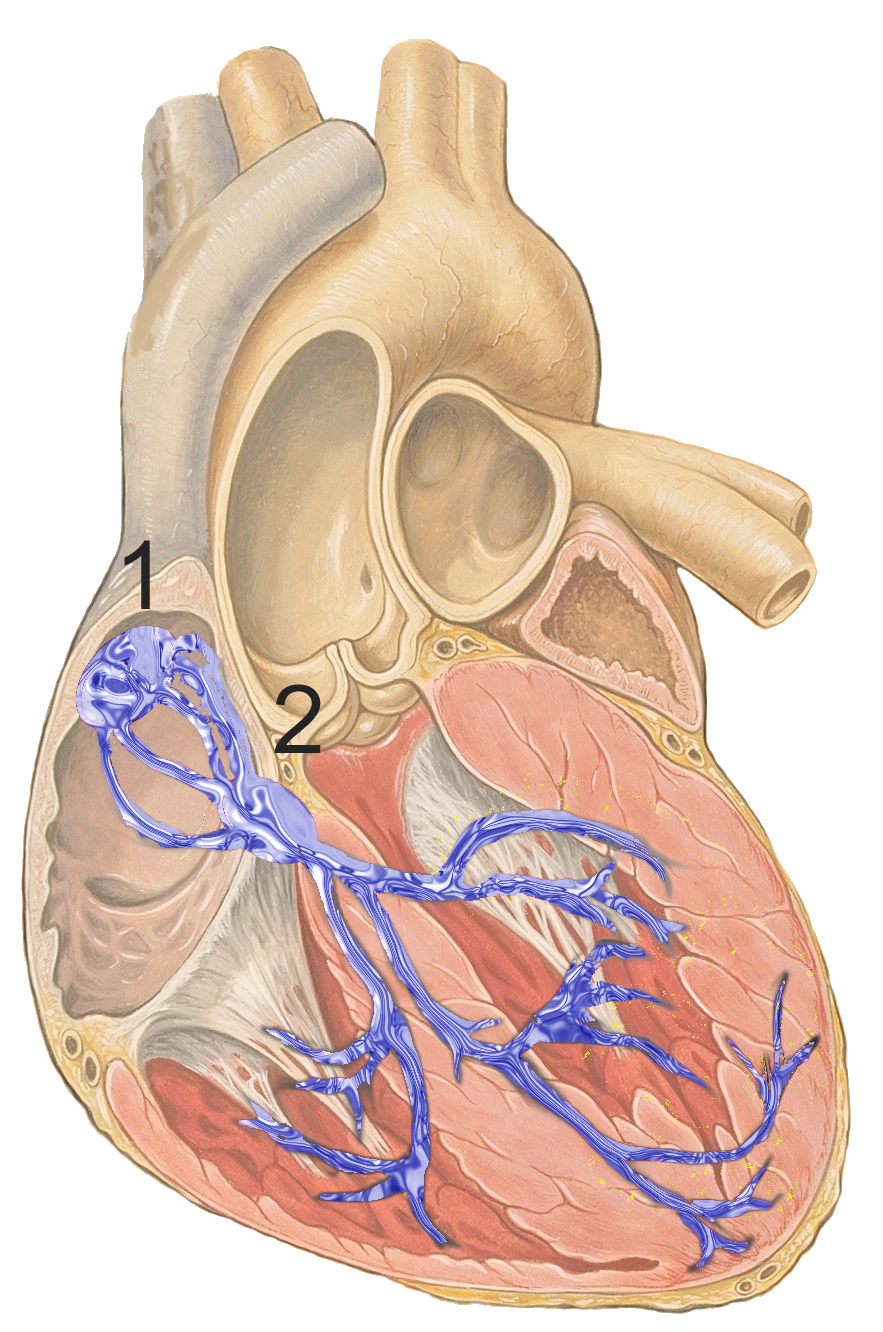
Схематическое изображение проводящей системы сердца (выделено синим цветом): (1) синоатриальный узел, (2) атриовентрикулярный узел

1. Центр первого порядка. К ним относятся клетки синоатриального узла, вырабатывающие электрические импульсы с частотой около 60—80 ударов в минуту. Синусно-предсердный узел, называемый водителем ритма 1-го порядка.
2. Центр второго порядка. Ими являются клетки атриовентрикулярного узла, а именно зоны перехода АВ узла в пучок Гиса и нижние отделы предсердий. Также клетками второго автоматизма являются клетки пучка Гиса, которые продуцируют импульсы с частотой 40—60 ударов в минуту.
3. Центр третьего порядка. Это конечная часть, ножки и ветви пучка Гиса. Они обладают наименьшей функцией автоматизма и вырабатывают импульсы с частотой 25—40 ударов в минуту[6].

Водители ритма распределены в сердце согласно «закону градиента автоматии», сформулированному В. Гаскеллом в 1887 году: степень автоматии пейсмекера тем выше, чем ближе он расположен к синоатриальному (синусовому) узлу. Так, собственная частота нормальной ритмической активности клеток синусового узла в покое составляет 60—80 импульсов в минуту, атриовентикулярного соединения — 40—60 имп./мин, системы Гиса—Пуркинье — 20—40 имп./мин, причём в дальних отделах меньше, чем в ближних. Поэтому активность нижележащих водителей ритма в норме подавляется синоатриальным узлом, что можно подтвердить, наложив лигатуры Станниуса.

## Патология
В патологических условиях роль водителя ритма могут выполнять другие участки сердца. Некоторые специализированные клетки сердца генерируют импульсы спонтанно, то есть без каких-либо воздействий извне (автоматия), поскольку они пребывают в автоколебательном режиме. Синусно-предсердный узел подавляет более частыми импульсами все нижерасположенные участки проводящей системы, но в случае его повреждения водителем ритма может стать предсердно-желудочковый узел, который генерирует импульсы с частотой 40—50 в минуту. В случае повреждения и этого узла, волокна предсердно-желудочкового пучка (пучок Гиса) могут стать водителем ритма, взяв на себя его функцию. Частота генерируемых импульсов и сердечных сокращений будет около 30—40 в минуту. Если и эти водители ритма не будут работать, то ими могут стать Волокна Пуркинье, задавая ритм сердца около 20 в минуту.
Водители ритма сердца называются также пейсмекерами. Соответственно, синусно-предсердный узел является пейсмейкером первого порядка. Правильным синусовым ритмом принято называть ритм сердца, который в пределах наблюдения задаётся только активностью синусового узла (то есть без вмешательства каких-либо эктопических источников ритма сердца). Правильный ритм синусового узла принято называть нормальным синусовым ритмом, если он попадает в диапазон 60—90 ударов в минуту. Более частый ритм синусового узла называют синусовой тахикардией, а его более редкий ритм — синусовой брадикардией.
Предсердно-желудочный узел — это пейсмейкер второго порядка. Он начинает управлять ритмом сердечных сокращений в том случае, если синусовый узел не справляется со свойственной ему функцией (например, при синдроме слабости синусового узла).
Пучки Гиса, передающие импульс возбуждения к желудочкам, могут становиться пейсмекерами третьего порядка.

## История термина
Исторически термин «пейсмекер» возник при изучении Дж. Роменсом сокращений колокола медузы, во многом напоминающих динамику сердечной автоматии. Высоко оценивая эти работы, лауреат нобелевской премии физиолог сэр Чарльз Скотт Шеррингтон писал: «Изучая поведение медузы, Роменс обнаружил у этого животного два удивительных явления — „пейсмекер“ и „блок в проведении“ возбуждения. Эти открытия … сыграли огромную роль в развитии физиологии сердца. Нет никакого сомнения в том, что работа Роменса 1877 года … вдохновила Гаскелла на изучение сердца».